# Conseil d'État (Algérie)
Pour les articles homonymes, voir Conseil d'État.
 (novembre 2019).
Si vous disposez d'ouvrages ou d'articles de référence ou si vous connaissez des sites web de qualité traitant du thème abordé ici, merci de compléter l'article en donnant les références utiles à sa vérifiabilité et en les liant à la section « Notes et références ».
Le Conseil d'État est, en Algérie, une institution publique chargée de deux missions principales : il est le conseiller du Gouvernement et la plus haute des juridictions de l'ordre administratif. Le système juridictionnel Algerien connaît en effet la dualité des ordres de juridiction (ordre judiciaire et ordre administratif). Le juge suprême dans l'ordre judiciaire est la Cour suprême.
Dans son rôle de conseiller, la constitution oblige le Gouvernement à le consulter sur un certain nombre d’actes, notamment les projets de lois. Dans son rôle juridictionnel, il est le juge suprême pour les recours dirigés contre les décisions prises par une autorité publique. Il siège à Alger.

## Histoire
Le Conseil d'État n’existe dans sa conception actuelle que depuis 1996. Auparavant, il faisait partie de la Cour suprême. La Constitution de 2016 a consacré la dualité des ordres de juridiction (administrative et judiciaire) en instaurant une nouvelle institution suprême statuant en matière de contentieux administratifs. Le système judiciaire d’ordre administratif en Algérie est donc composé du conseil d’Etat qui, représente la plus haute instance en matière administrative et de 48 tribunaux administratifs répartis sur l’ensemble du pays.

## Compétences
Le Conseil d'État réunit deux types de compétences,: 

### Attributions consultatives
Le conseil d'état est un conseiller du Gouvernement, il était consulté sur les projets de loi, projets de décrets et propositions de loi et donnait un avis motivé sur la légalité de ces textes, sans porter d’appréciation sur les objectifs poursuivis. Son avis était également requis en cas de difficultés apparues en matière administrative et dans tous les cas prévus par des dispositions législatives ou réglementaires.

### Attributions juridictionnelles
Une loi organique du 30 mai 1998 organise le Conseil d'Etat en s'inspirant du modèle français dit de dualité de juridictions.
Le Conseil est compétent pour juger en premier et dernier ressort les décisions prises par les autorités administratives nationales.
Sont portés devant lui les  appels introduits contre les jugements des tribunaux administratifs qui sont eux-mêmes compétents pour juger en premier ressort les actes des autorités administratives locales.
Il est également juge de cassation des décisions des juridictions administratives rendues en dernier ressort (comme les décisions de la cour des Comptes).
Le Conseil d'Etat est divisé pour l'exercice de ces compétences contentieuses en chambres spécialisées (fiscalité, foncier, fonction publique, etc.).
La procédure est écrite et secrète.